# FKミリツィオナル
フドバルスキ・クルブ・ミリツィオナル（セルビア語: Фудбалски клуб Милиционар, セルビア・クロアチア語: Fudbalski klub Milicionar）は、セルビアのベオグラード・マキシュをホームタウンとしていたサッカークラブである。

## 歴史
1946年に創設された。
2001年にラドニチュキ・オブレノヴァツに吸収合併された。

## 歴代所属選手
- ニコラ・ラゼティッチ 1997
- ネナド・ララトヴィッチ 1997-1999
- ゾラン・ウルモヴ 1998-1999
- イヴァン・グヴォズデノヴィッチ 1998-1999
- オリヴェル・コヴァチェヴィッチ 1998-2001
- ネシュコ・ミロヴァノヴィッチ 1999